# Кунисниково
Кунисниково — деревня в Дмитровском районе Московской области, в составе городского поселения Дмитров. Население — 40 чел. (2010). До 2006 года Кунисниково входило в состав Внуковского сельского округа.

## Расположение
Деревня расположена в центральной части района, примерно в полукилометре от северо-восточной окраины Дмитрова, на водоразделе Яхромы и Якоти, высота центра над уровнем моря 220 м. Ближайшие населённые пункты — Внуково на севере, Бородино на юго-востоке и Кузнецово на востоке.

## Население
| 2002 | 2006 | 2010 |
| ---- | ---- | ---- |
| 13   | ↗14  | ↗40  |